# Абба Лернер
Абба Птахія Лернер (англ. Abraham (Abba) Psachia Lerner, 28 жовтня 1903, Бессарабська губернія — 27 жовтня 1982, м. Таллахассі, штат Флорида, США) — економіст російського походження, автор численних наукових праць з проблем безробіття, інфляції, міжнародної торгівлі та ін.

## Біографія
Абба П.Лернер народився 28 жовтня 1903 р. в Бессарабській губернії, тодішньої Російської імперії (зараз Україна), в єврейській родині. Коли йому було три роки сім'я переїхала до Великої Британії. Там, починаючи з шістнадцяти років, він освоїв декілька професій, зокрема був машиністом та вчителем івриту. Також мав свій друк-бізнес, який зазнав краху під час Великої депресії. Це і стало поштовхом для вивчення економіки. Для того, щоб зрозуміти причину невдачі в 1929 році Лернер поступає в Лондонську школу економіки на вечірню форму навчання.
Студентська кар'єра Лернера була блискучою. В перший рік навчання він отримав спеціальний приз та стипендію Тука за своє есе, і це було лише початком, який вивів його на першу сходинку в рейтингу студентів. У 1932 році він здобув ступінь бакалавра і продовжив навчання в аспірантурі в Лондонській школі економіки, а потім у Кембриджі та Манчестері. У 1936 році Міжнародне бюро праці запропонувало Лернеру написати есе з Загальної теорії (англ. General Theory). Після публікації (в цьому ж році) воно стало найпрозорішим обговоренням Кейнсіанської аргументації, чіткішим навіть ніж у самого винахідника. Також у 1936 р., після закінчення навчання, Лернер стає на посаду доцента в Лондонській школі економіки.
Вже через рік Лернер переїжджає до Америки, де проводить залишок свого життя. Там він видає велику кількість робіт з економіки та викладає в багатьох університетах, включаючи Каліфорнійський університет у Бреклі, Колумбійський університет, університет Рузвельта, Університет штату Мічиган на інші. Останнім місцем роботи став Університет штату Флорида. Крім того, він працював консультантом і радником в різні періоди часу в RAND Corporation — американський аналітичний центр (1949 р.), Європейській економічній комісії (1950-51рр.), Економічному консультативному штабі в Єрусалимі (1953-55рр.), казначействі і банку Ізраїлю (1955-56рр.), член Національної академії наук США (з 1974 р.) та ін. 

Помер 27 жовтня 1982 року в Таллахассі, штат Флорида.

## Внесок в науку
Індекс Лернера (1934 р.) {\displaystyle L={\frac {(P-MC)}{P}}}, де P — ціна товару, а MC — граничні витрати фірми. Індекс вимірює відсоткову ставку, яку підприємство може стягувати понад свої граничні витрати. Чим він більший, тим більша монопольна влада цієї фірми у своєму секторі ринку.

Теорема симетрії Лернера, яка використовувалась в теорії міжнародної торгівлі і говорить про те, що адвалорний імпортний тариф (у відсотках від вартості чи кількості за одиницю товару) буде мати такий самий ефект як експортний податок. Тобто, незалежно від того, яка політика застосовується — вплив на відносні ціни буде однаковий.

У 1944 році Лернер опублікував свою найзнаменитішу книгу Економічна теорія контролю (англ. The Economics of Control). Це була розробка нової економічної теорії добробуту 30-х років, в якому основним був принцип Парето: згідно з теорією добробуту, зміни на краще в економіці визнаються лише тоді, коли стан однієї людини покращується і при цьому стан нікого іншого не погіршується; якщо ж чийсь стан все-таки погіршується, зміни в економіці вважаються на краще, якщо виграш одного настільки великий, що він зможе компенсувати другому програш. В цьому підході немає прямого порівняння користі та задоволення окремих індивідів, адже саме вони, а не економісти, вирішують при яких умовах їм краще, а при яких гірше. Саме тому цей підхід названий «нова економічна теорія добробуту».
Принципи функціональних фінансів — Лернер вважав, що державні витрати та оподаткування потрібні для того, щоб утримати сукупні витрати економіки на рівні, сумісному з повною зайнятістю поточних цін, тобто ніякого безробіття і ніякої інфляції. Уряд повинен брати чи повертати гроші, дивлячись на те, як він хоче замінити пропорції, де суспільство володіє цінними паперами або грошима. Зміна цієї пропорції приведе до збільшення або зменшення процентних ставок, а отже до зниження чи стимулювання інвестицій та придбання кредитів. Також уряд повинен пустити гроші в обіг або ж вилучити їх, у разі необхідності, для досягнення результатів, описаних в перших двох принципах.

Розробив модель ринкового соціалізму, яка показала децентралізоване ринкове ціноутворення, пропорційне граничним соціальним витратам. Таким чином Лернер вніс вклад в теорему Лагне-Лернера-Тейлора.

У 1979 році він запропонував податок на імпорт нафти, який буде змінюватись в залежності від відхилення цін, поставлених на ринку. Мета полягає в тому, щоб стримувати зростання цін шляхом множення їх негативного впливу на попит.
Теорема Лернера-Самуельсона — при однакових технологіях, з постійною віддачею від обсягу виробництва, вільна торгівля буде забезпечувати повне вирівнювання факторних цін доти, доки обидва регіони будуть виробляти товари навіть тоді, коли зовнішня міграція факторів буде відсутня.

## Праці
- «The Diagrammatical Representation of Elasticity of Demand», 1933.
- «The Diagrammatical Representation of Elasticity of Substitution», 1933.
- «The Diagrammatical Representation of Demand Conditions in International Trade», 1934.
- «The Concept of Monopoly and the Measurement of Monopoly Power», 1934.
- «Economic Theory and Socialist Economy [Архівовано 29 червня 2019 у Wayback Machine.]», 1934.
- «Mr Keynes's General Theory», 1936, International Labor Review.
- «Capital, Investment and Interest», 1936-37, Proceedings of Manchester Statistical Society.
- «Theory and Practice of Socialist Economics», 1938.
- «Saving Equals Investment», 1938.
- «Saving and Investment: Definitions, assumptions and objectives», 1939.
- «From Vulgar Political Economy to Vulgar Marxism», 1939.
- «The Relation of Wage Policies and Price Policies», 1939.
- «The Economic Steering Wheel», 1941, University Review, Kansas
- «Functional Finance and the Federal Debt» [Архівовано 1 січня 2022 у Wayback Machine.], 1943, Social Research.
- «User Cost and Prime User Cost», 1943.
- «Interest Theory: Supply and demand for loans or supply and demand for cash?», 1944.
- «Strengthening the Economic Foundations of Democracy», with Oskar Lanke 1944, American Way of Business.
- «Money as a Creature of the State» [Архівовано 15 жовтня 2019 у Wayback Machine.], 1947, AER.[pdf]
- «The Burden of the National Debt» [Архівовано 22 червня 2020 у Wayback Machine.], 1948, in Income, Employment and Public Policy.
- «The Inflationary Process: Some theoretical aspects» [Архівовано 22 червня 2020 у Wayback Machine.], 1949.
- «Fighting Inflation», 1951.
- «The Economics of Employment», 1951.
- «Factor Prices and International Trade» [Архівовано 25 вересня 2021 у Wayback Machine.], 1952.
- «The Essential Properties of Interest and Money», 1952.
- «On the Marginal Product of Capital and the Marginal Efficieny of Investment», 1953.
- «Consumption-Loan Interest and Money», 1959.
- «On Generalizing the General Theory», 1960.
- «The Burden of the Debt» [Архівовано 19 січня 2021 у Wayback Machine.], 1961.
- «A Note on the Rate of Interest and the Value of Assets», 1961.
- «The Analysis of Demand», 1962.
- «Consumer's Surplus and Micro-Macro», 1963.
- «On Some Recent Developments in Capital Theory», 1965.
- «Employment Theory and Employment Policy», 1967.
- «The Economist's Can-Opener», 1968.
- «On Optimal Taxes with an Untaxable Sector», 1970.
- «Flation: not inflation of prices, not deflation of jobs»., 1972.
- «Money, Debt and Wealth» [Архівовано 13 червня 2018 у Wayback Machine.], 1973, in W. Sellekaerts, editor, Econometrics and Economic Theory
- «From the Treatise on Money to the General Theory», 1974.
- «Marginal Cost Pricing in the 1930s» [Архівовано 12 жовтня 2015 у Wayback Machine.], 1977.
- «From Pre-Keynes to Post-Keynes», 1977, Social Research.
- «Utilitarian Marginalism», 1978.
- «The Scramble for Keynes' Mantle», 1978.
- «On Keynes, Policy and Theory: A grumble», 1979, Social Research.
- «A Keynesian on Haven», 1980, Challenge.